# اقتصاد به روایت دیگر
«اقتصاد به روایت دیگر» کتابی از موسی غنی‌نژاد است که در سال ۱۳۹۲ از سوی نشر دنیای اقتصاد منتشر شد. این اثر حاصل نگاهی به برخی تحولات اندیشه اقتصادی از قرون وسطا تا زمان معاصر است.

## محتوا
ویژگی اصلی این کتاب نسبت به آثار مشابه در زبان فارسی، آشنا کردن خوانندگان، از یک‌سو، با متفکران و نمایندگان مکتب‌هایی است که کمتر مورد توجه بوده‌اند و از سوی دیگر، بازخوانی متفاوت اندیشه‌های مشاهیر است.

## نقد و بررسی
وحید مقدم و هادی امیری (استادانِ دانشگاه اصفهان) در نقدی که بر کتاب نوشته‌اند، معتقدند این اثر نمی‌تواند درسنامه محسوب شود و بیشتر برای آشنایان با دانش اقتصاد و تاریخ اندیشه‌های اقتصادی کاربرد دارد. آنها همچنین اشاره می‌کنند که غنی‌نژاد در بررسیِ افکار اندیشمندانی مثل آدام اسمیت، مارکس، و کینز دچار سوگیریِ ارزش‌داوری شده اما با این حال، کتاب به‌عنوان متنی تأثیرگذار و روشن‌گرِ اندیشه‌های تعداد زیادی از اقتصاددانان مطرح است.
نقدِ مقدم و امیری در پانزدهمین دورهٔ جشنوارهٔ نقد کتاب به‌عنوان شایستهٔ تقدیر معرفی شد.